# Piilsi
Koordinaten: 58° 55′ N, 26° 55′ O
Piilsi ist ein Dorf (estnisch küla) in der Landgemeinde Lohusuu (Lohusuu vald). Es liegt im Kreis Ida-Viru (Ost-Wierland) im Nordosten Estlands.

## Beschreibung und Geschichte
Das Dorf hat 34 Einwohner (Stand 4. Januar 2010). Der Ort wurde erstmals 1624 urkundlich erwähnt. Damals gab es dort vier Gehöfte.
Durch den Ort fließt der 24 km lange Fluss Piilsi (Piilsi jõgi), der bei Kalmaküla in den Peipussee (Peipsi järv) mündet.